# Casa del Capitano Simon Johnston
La Casa del Capitano Simon Johnston, nota anche come Casa Kemp, è una storica residenza di Clayton nello Stato di New York.

## Storia
La casa venne eretta tra il 1880 e il 1882 secondo il progetto dell'architetto Albert Kenyon.
L'edificio è iscritto nel registro nazionale dei luoghi storici dal 17 giugno del 1982.

## Descrizione
L'edificio, elevato su due piani più una soffitta, presenta uno stile italianeggiante. La facciata principale è contraddistinta da una torretta centrale che s'innalza di un livello oltre la copertura del corpo di fabbrica principale. Il tetto della torretta è a pagoda.

## Galleria d'immagini

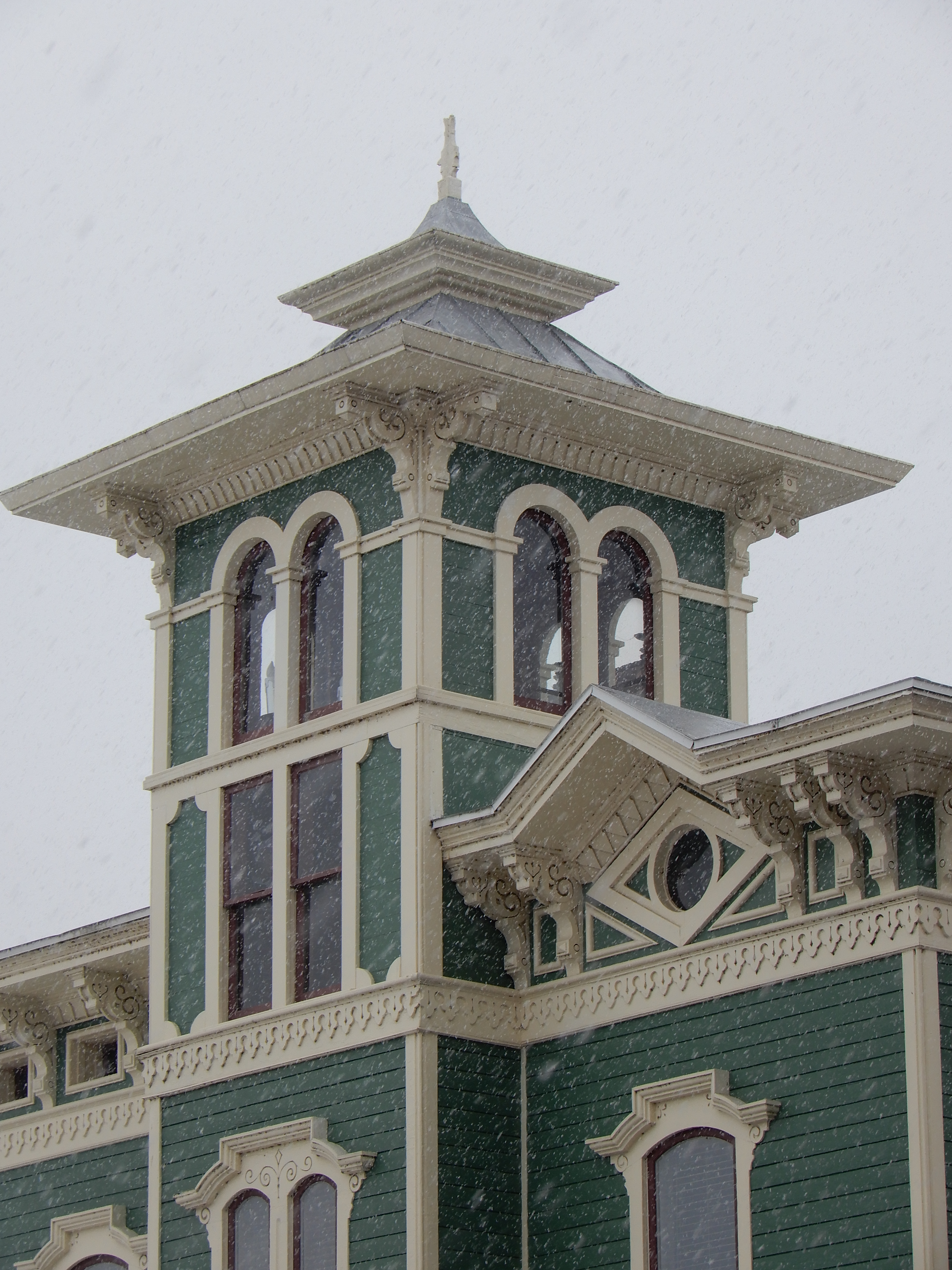
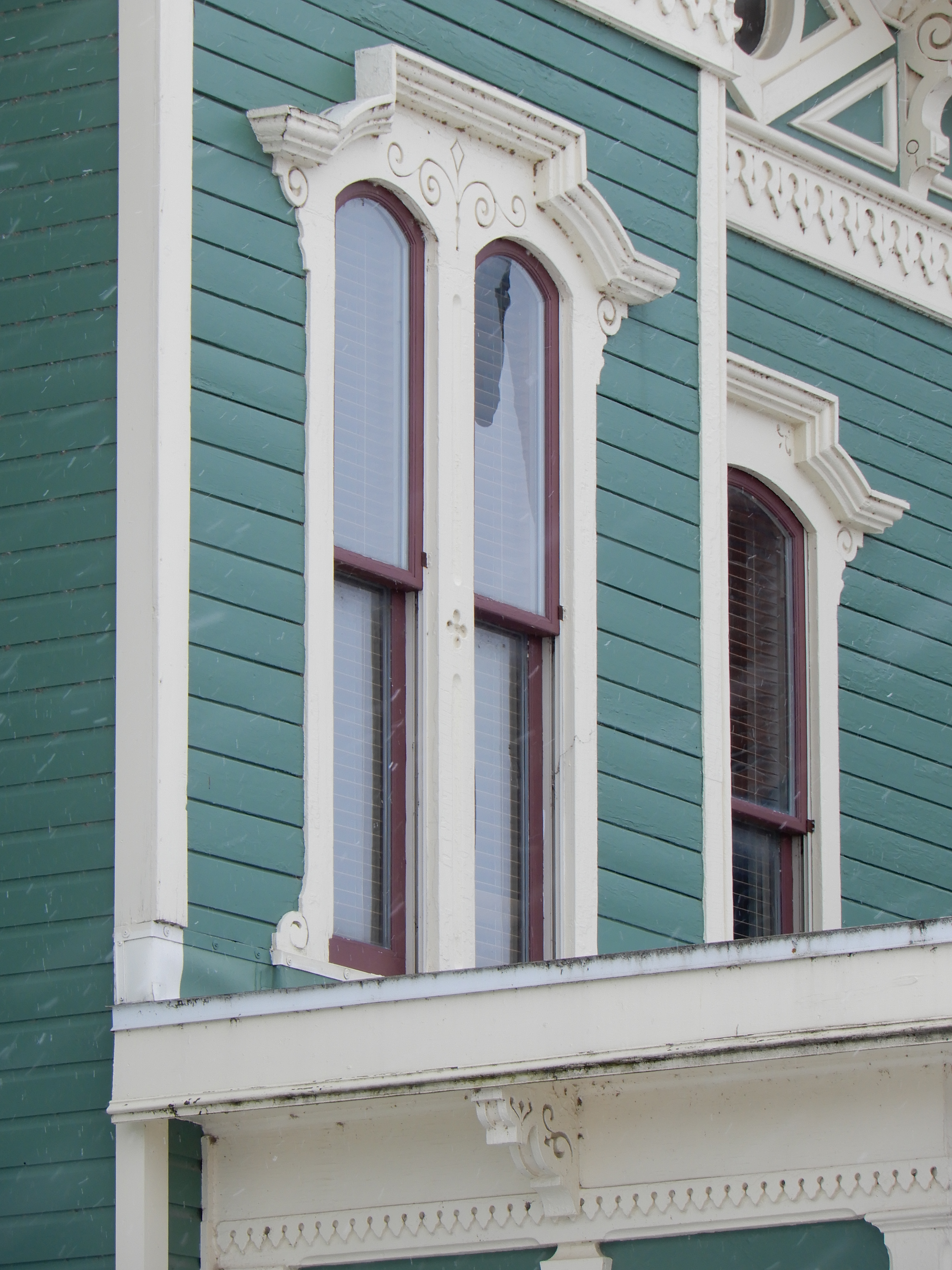
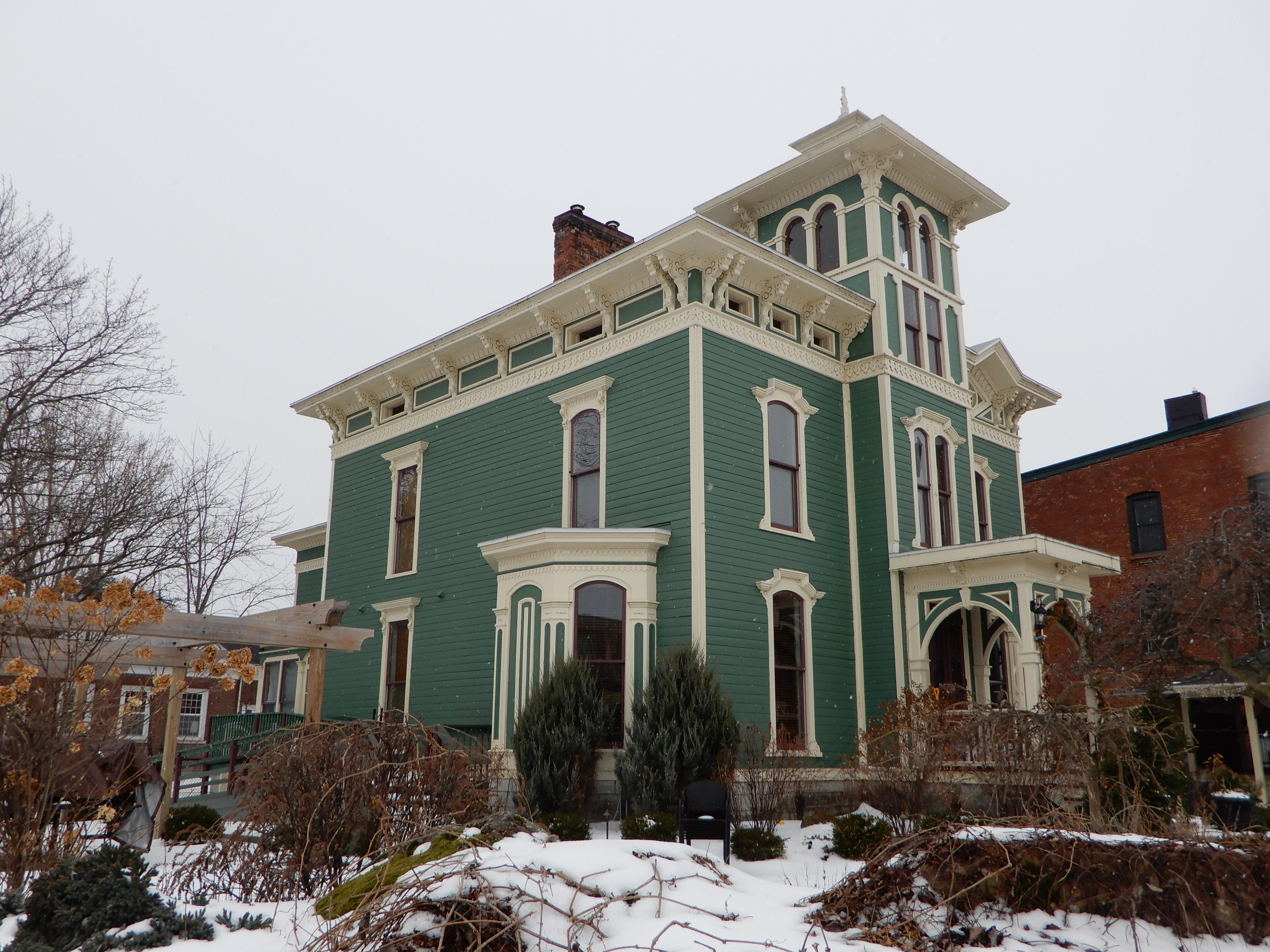